# Poduri (gmina)
Poduri – gmina w Rumunii, w okręgu Bacău. Obejmuje miejscowości Bucșești, Cernu, Cornet, Negreni, Poduri, Prohozești i Valea Șoșii. W 2011 roku liczyła 6962 mieszkańców.